# Пронашко, Збигнев
Збигнев Пронашко (пол. Zbigniew Pronaszko; 27 мая 1885[…], Деребчин, Шаргородский район — 8 февраля 1958, Краков) — польский художник, скульптор, график, один из наиболее известных представителей польского авангардизма. В поисках обновления художественных средств обращался к приёмам кубизма и экспрессионизма, традициям народной резьбы по дереву.

## Биография
Родился в 1895 году в селе Деребчин. Учился в Винницком реальном училище, после окончания которого вернулся в Деребчин. Там начал рисовать.
Через некоторое время учился в Школе искусств в Киеве, в 1906—1911 годах — в Краковской художественной школе в мастерской Теодора Аксентовича.
Летом 1907 года выехал в первое заграничное путешествие через Вену в Мюнхен, где в пинакотеке копировал портреты Веласкеса, Тициана, Веронезе, и Париж, где осматривал работы импрессионистов. Весной 1910 года посетил Венецию, Флоренцию, Милан, Рим, обращая особое внимание на творчество Джотто, Мазаччо, Рафаэля.
В 1907—1912 годах написал ряд картин (частично утерянных): «Исконная песня», «Золотой телец», «Последний аккомпанемент», «Меланхолия» (1909), «Старый рыбак» (1910), «Деды» (1910), портреты матери и брата Анджея.
В 1909 году участвовал во II выставке группы «Zero» во Дворце искусств в Кракове. Инициировал вместе с братом Анджеем и Т. Чижевским I и II Выставки Независимых под патронажем Союза польских художников в Кракове (1911, 1912 годы), которые объявляли бунт против рутины в искусстве. В обоих принял участие, в частности на первой выставил картину — «На снегу».
В 1912 году начал проект художественно-скульптурного оформления костела миссионеров в Кракове (в качестве гонорара потребовал лишь возврат средств за строительные и расходные материалы). Однако из-за своей новизны и отхода от канонического стиля его проект был отклонен монахами.
В мае-июне 1914 года впервые принял участие в Театральной выставке в Кракове, на которой представил 4 проекта декораций, созданных совместно с братом, к пьесе «Judasz z Kariothu» Кароля Губерта Ростворовского.
В начале Первой мировой войны в связи с тяжелым материальным положением и отсутствием австрийского паспорта выехал с братом Анджеем в Закопане. Оставался там до 1917 года, пользуясь гостеприимством В. Оркана, в доме которого познакомился с Стефаном Жеромским и Яном Каспровичем. Зарабатывал на жизнь, работая летом на лесопилке, зимой же копая ледовый жёлоб для скоростного спуска на санках. В Закопане дебютировал как сценограф в 1915 году.
В 1916 году вернулся в Краков, где продолжил работу в качестве сценографа в ряде театров города. В 1918 году принял участие в выставке польских графиков и экспрессионистов во Львове и во II Выставке польских экспрессионистов в Кракове.
В 1919 году находился в Варшаве, где принимал участие в художественной жизни, в частности экспонировал свои работы на выставке содействия искусству и на I выставке формистов, вошёл в исполнительный комитет Союза художников.
В 1921 году экспонировал свои работы на IV выставке формистов в Кракове и на выставке формистов в варшавской галерее «Zachetа». В тот период в живописи Пронашко происходил постепенный отход от формизма к поиску новых художественных форм. Вскоре он сближается с художественной группой «Sztuка» (показывает свои работы с ними на выставках в Кракове: XXIV (1922), XXVI (1923) и XXXVI (1926)) Участвует в официальных выставках проводимых Товариществом друзей искусства.
В 1923 году уехал в Вильно, где занял место на кафедре декораторской живописи на факультете искусств университета Стефана Батория. Там 2 года работал над памятником А. Мицкевичу, признанным стать пиком формизма, хотя и созданным уже в постформистический период. Двенадцатиметровый деревянный проект памятника, который должен был появился на берегу реки Вилии, был отвергнут городскими властями. Неустановленный памятник был уничтожен во время разлива реки Вилии в 1938 году (известен с миниатюрного проекта, выжженного в глине, который хранится в Национальном музее в Кракове, и с фотографий).
В 1924 году вернулся в Краков, где начал педагогическую работу в Свободной художественной школе. Его творчество в 1925—1932 годов характеризовали отход от формизма, интерес к цветам, отображение формы исключительно цветом, в моделировании переход от острых форм к округлым и спокойным.
За рубежом участвовал в выставках, которые устраивались Товариществом распространения польского искусства среди иностранцев в Хельсинки (1927) и Венеции (1928), Лос-Анджелесе (1928) и Париже (1928). С 1927 года дружил с Эмилем Зегадловичем, которого несколько раз рисовал.
Постепенно приобретал популярность среди художественной молодежи Кракова, особенно в группе учеников Ф. Коварского, который в 1929 году предлагал министерству назначить Пронашко профессором в Художественную школу. В том же году Пронашко участвовал в оформлении интерьера кафе «Esplanada», где возник Клуб краковских футуристов и формистов. В тот период работал и как сценограф, в частности в 1924—1926 годах совместно с братом Анджеем создал 7 сценографических работ в Театре имени Войцеха Богуславского. В 1929 году проектировал декорации к опере «Аида» в Варшавской опере.
В 1930 году Уехал в Париж и Италию для исследований живописи Тьеполо, Веронезе, Тинторетто.
В 1931 году участвовал в выставке работ четырёх модернистов в Варшаве, в 1932 году — в выставке «Группы десяти» в Товариществе друзей искусства в Кракове, а также в выставке группы «Новая генерация» во Дворце искусств во Львове, в выставке Союза польских художников во Дворце искусств в Кракове, в 1936 и 1937 годах — в Институте пропаганды искусства в Варшаве, 1937 году — в «Салоне 35» в Познани.
Збигнев Пронашко представил польское искусство на XVIII Международном биеннале в Венеции.
В годы Второй мировой войны участвовал в деятельности движения сопротивления.
В 1945 году стал профессором, а в 1948—1949 годах — ректором Академии художеств в Кракове. Здесь его учениками были, в частности, В. Боровчик и С. Геровский.
В 1940-е годы продолжал заниматься живописью. В 1946 году написал картину, которую считают вершиной его творчества — «Гитарист II». 1948 годом датируется один из самых ценных портретов Пронашко «Портрет жены в белой шляпе», 1949 годом — портрет Г. Блюм, известный как «портрет историка искусства». Одновременно Пронашко создал ряд эскизов к «Портрету жены в черном», «Отдыху», «Портрету жены на фоне ковра».
В 1950-е создает несколько картин в направлении соцреализма «Передовица» (1950), «Совещание молодежного актива» (1951), «Сельскохозяйственная реформа» (1952—1953), «Перед демонстрацией» (1955) и «После демонстрации» (1955).
В 1955 году наступает последний этап творчества Пронашко. В марте 1955 года умерла его жена, которой он посвятил картину «Одинокое кресло» (1956) и «Смерть Елены» (1957); одновременно возникли картины Пронашко, которые были рефлексией над старостью и одиночеством старого человека — «Старый человек над книгой», «Старый человек над рюмкой абсента», «Прерванная чтения» (все с 1956 года).
В 1957 году в Товариществе содействия искусству в Кракове состоялась большая выставка работ Пронашко по случаю 50-летия его творческой работы. Пронашко был награждён орденами «Знамя Труда» (I и II степени) и Возрождения Польши.
Умер 8 февраля 1958 года в Кракове, похоронен на Сальваторское кладбище города.
Большинство работ Пронашко (по его завещанию) хранится в фондах Национального музея в Кракове. Кроме того, они есть в коллекциях национальных музеев в Варшаве, Познани, Вроцлаве, Гданьске, в Музее искусств в Лодзи, а также в частных коллекциях.